# Xian de Jianning
Le xian de Jianning (建宁县 ; pinyin : Jiànníng Xiàn) est un district administratif de la province du Fujian en Chine. Il est placé sous la juridiction de la ville-préfecture de Sanming.

## Démographie
La population du district était de 150 395 habitants en 1999.